# Blennidus leleuporum
Blennidus leleuporum là một loài bọ chân chạy thuộc phân họ Pterostichinae. Loài này được Reichardt mô tả năm 1976.